# Foner balear
Els foners balears formaren un cos d'exèrcit de l'edat antiga integrat per indígenes de les Balears, presents tant a les tropes cartagineses com romanes, sobretot durant el període posttalaiòtic o talaiòtic final. Ja foren presents a les guerres contra els grecs a Sicília, de la fi del segle v i iv aC, així com a la II Guerra Púnica. Posteriorment serviren com a tropes auxiliars d'infanteria lleugera en múltiples combats, entre els quals cal esmentar la seva presència a les legions de Juli Cèsar a la Guerra de les Gàl·lies. La provisió de soldats mercenaris es feia per lleves voluntàries, encara que a la fase final de les guerres púniques els cartaginesos, impel·lits a reclutar noves tropes, tengueren enfrontaments amb les poblacions balears i sembla que, almenys a Menorca, procediren a lleves forçoses.

## Història
Entre els mites sobre l'origen dels foners balears destaquen els que els atribueixen un origen en els retorns de la Guerra de Troia (un dels quals fa referència als rodis, que també eren bons foners) i el que els relaciona amb el desè treball d'Hèrcules i l'expedició contra Geríon.

### Context cultural
Els foners balears s'enquadren dins de l'anomenat període posttalaiòtic, període talaiòtic final, o període baleàric que és la darrera fase cronològica, ja corresponent a la protohistòria, de la cultura talaiòtica, que es desenvolupa a Menorca i Mallorca. La seva cronologia ocupa bona part de l'edat del ferro: del 600-500 aC, moment en què sembla que es comencen a abandonar alguns talaiots, fins al 123 aC, quan es produeix la conquesta romana.
L'activitat dels foners farà arribar a les illes grans quantitats de materials d'importació, especialment vi, que es transportava dins àmfores, però també grans quantitats de recipients ceràmics, ornaments de pasta de vidre, metalls i persones. Malgrat tot, aquesta arribada de materials d'importació només es documenta de forma massiva, a nivell arqueològic, a partir del segle iii aC.
En l'àmbit social, aquests materials d'importació, de gran valor i controlats per les elits locals, actuarien com a béns de prestigi que servirien per expressar el poder de les classes dominants, en un context d'accés diferenciat als recursos. En molts casos, aquests béns de prestigi s'incorporen als aixovars funeraris.

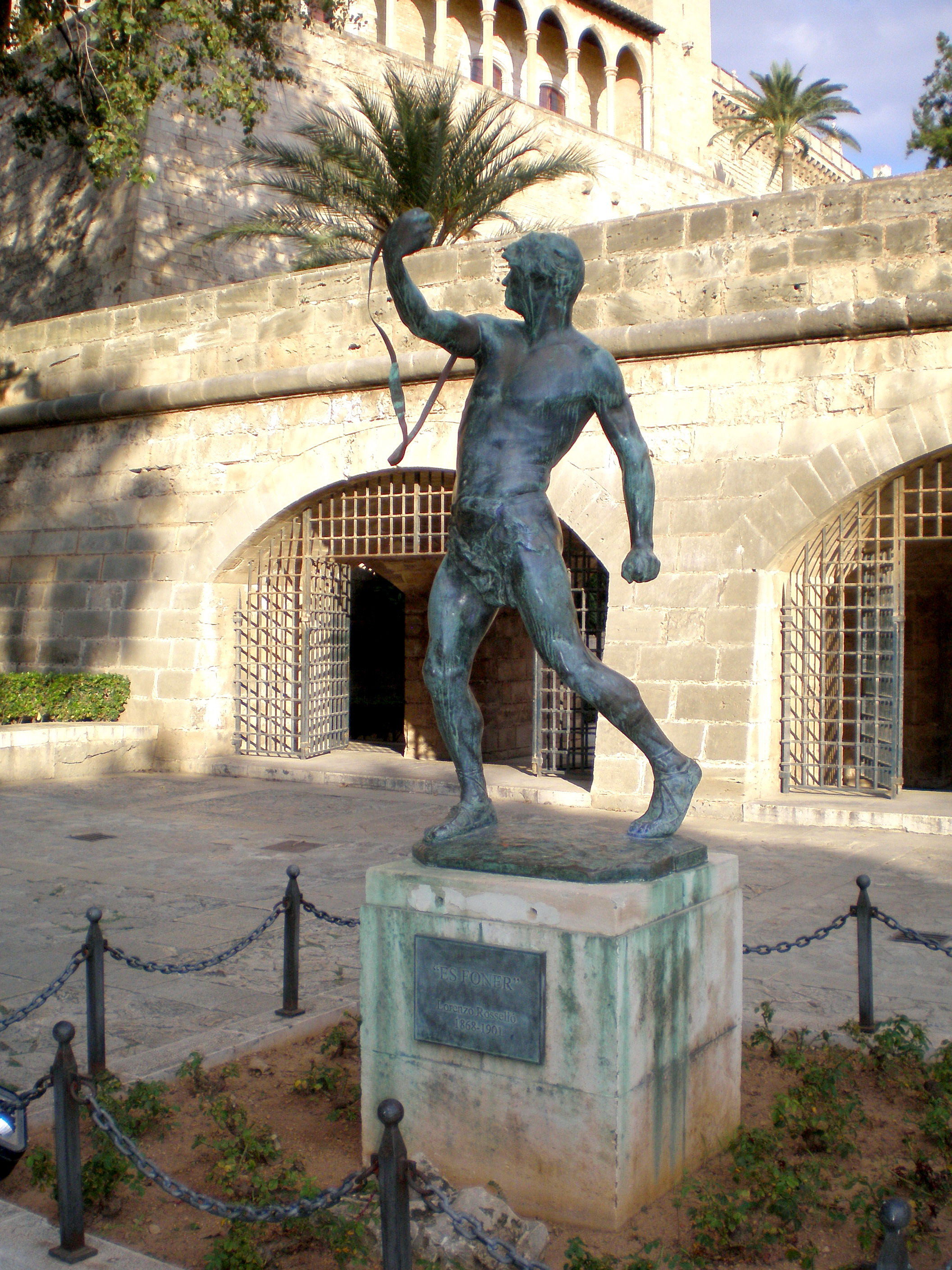
Escultura de Llorenç Rosselló que representa un foner baleàric (Hort del Rei, Palma)

### Els foners balears a l'exèrcit cartaginès
El primer esdeveniment històric en què apareixen foners balears és el Setge d'Agrigent (406 aC), en el context de la Segona Guerra Siciliana. Un segle més tard, ja començada la Tercera Guerra Siciliana, participaren en la batalla d'Himera (311 aC), a les ordres d'Hamílcar, fill de Giscó.
Els baleàrics no apareixen en cap narració de la Primera Guerra Púnica, però per força hi varen participar, perquè figuren entre els mercenaris revoltats el 241 aC, fet que dona començament a la Guerra dels Mercenaris.
Al començament de la Segona Guerra Púnica, Hanníbal va deixar un bon nombre de tropes amb Hàsdrubal protegint Àfrica i també Hispània; entre els que eren a Àfrica s'hi comptava poc menys de mil foners balears. Segons els cronistes, Hanníbal va comptar amb aproximadament 2.000 foners balears, que en els inicis de la campanya a la península Itàlica va disposar en primera fila del seu exèrcit (a Trèbia i al Llac Trasimè), i eren els encarregats de començar la lluita hostigant els romans. Aquesta disposició de les tropes, que tenia un cert paral·lelisme amb la dels vèlits en l'exèrcit romà, la va repetir a Cannes (216 aC). Ja a Hispània, els foners balears foren presents a les derrotes de Bècula i Ilipa. Després d'aquest episodi, Magó va anar a les Balears a reclutar més mercenaris, però fou foragitat de Mallorca i s'hagué de conformar amb els mercenaris de Menorca, en un nombre de 2.000. En fi, la darrera vegada que els baleàrics participaran en una batalla com a mercenaris de Cartago serà a Zama; una vegada derrotats els cartaginesos, el tractat de pau amb Roma comportarà que no podran reclutar mercenaris ni tenir exèrcit propi, i els foners balears passaran a teixir aliances amb els romans.

### Els foners a l'exèrcit romà
A partir de la conquesta romana les fonts històriques ens tornen a parlar dels foners, ara enquadrats a l'exèrcit romà. Sal·lusti ens assabenta de foners balears entre les tropes romanes que lluitaven a Numídia contra el rei Jugurta (106 aC). En fi, la darrera notícia de la participació de foners balears com a contingent en un exèrcit és a la guerra de les Gàl·lies, a la batalla de l'Axona (57 aC, lluitant al costat d'altres tropes d'elit com els genets númides i els arquers cretencs.

## Armament i costums

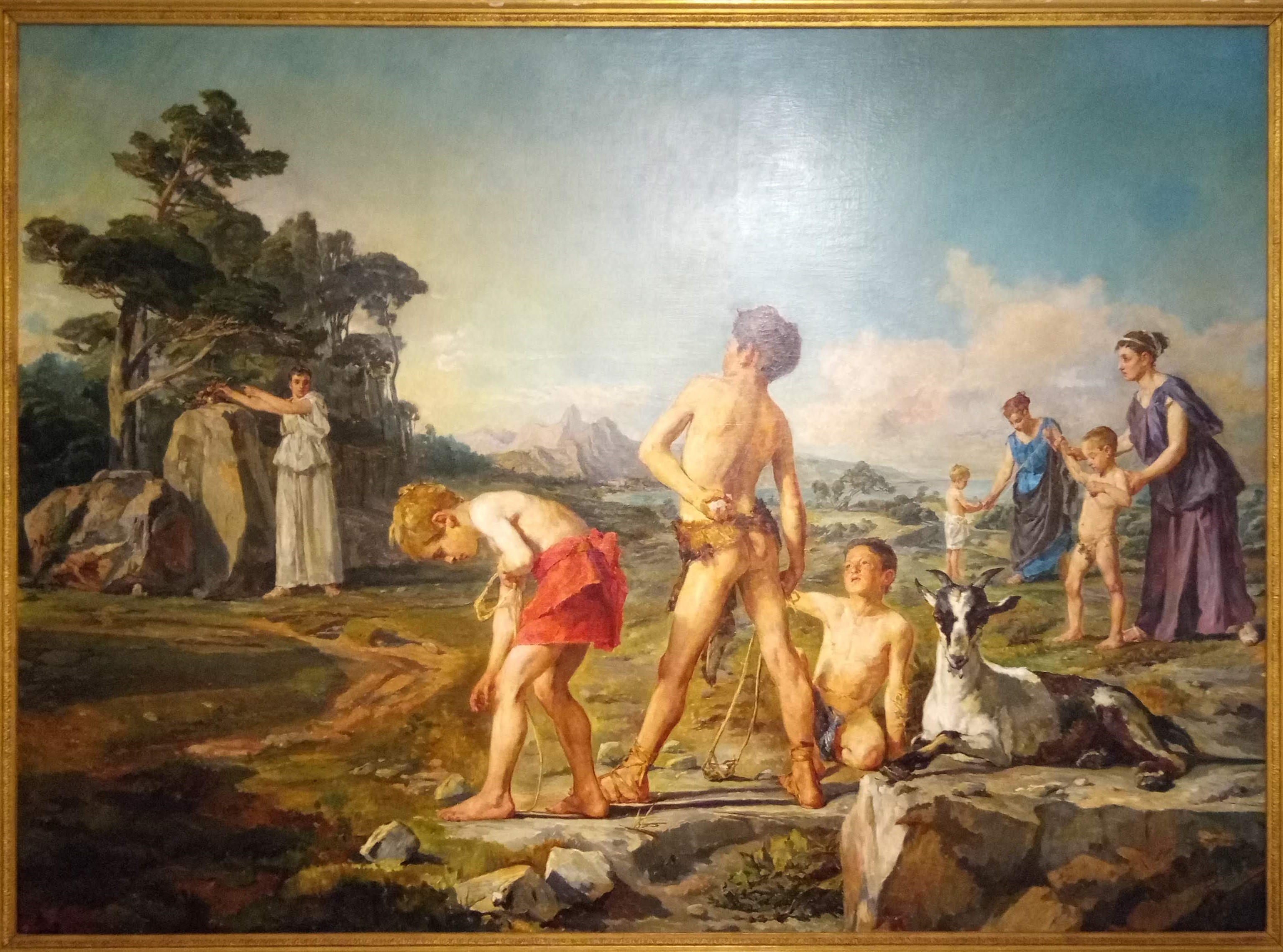
Pintura de Francesc Mestre que representa els joves baleàrics practicant el llançament de fona

Els foners balears estan documentats a les obres de nombrosos escriptors clàssics, principalment historiadors i geògrafs, però també poetes com Virgili i Ovidi. Generalment, es considerava que, precisament, el nom de balears provenia del grec βάλλειν, bállein 'llançar', en referència a la seva habilitat.
Diodor de Sicília i Titus Livi diuen que els habitants de les Gimnèsies passaven l'estiu despullats; segurament aquesta afirmació es deu al fet que gimnesis (grec antic: Γυμνήσιοι) és un derivat del grec γυμνός 'despullat'. En realitat, devien el seu nom al fet que combatien sense armadura: en grec, aquesta casta d'infanteria lleugera s'anomenaven gimnetes (grec antic: γυμνῆτες), i és d'aquí que els ve el nom. Estrabó diu que lluitaven amb un escut de pell de cabra (grec antic: αἰγίς) a la mà i un venable (grec antic: ἀκόντιον) endurit al foc rarament proveït d'una petita punta de ferro. Entorn del cap portaven tres fones fetes de melàncranis (una casta de jonc). Per la seva banda, Diodor de Sicília diu que, d'aquestes tres fones, una la duien fermada al cap, una altra a la cintura i l'altra en la mà, i eren elaborades amb fibres vegetals, amb cerres o amb nervis d'animals. Es probable que cadascuna d'aquestes fones es correspongués a un tipus de llançament diferent. Els projectils podien ser de pedra, terracota o plom, i podien arribar a pesar fins a 500 grams; els seus efectes sobre les tropes enemigues eren de gran potència.
Una tradició molt reproduïda és la que diu que, per entrenar la precisió dels foners, s'entrenaven ja de ben petits, de tal manera que les mares fermaven el menjar a un arbre i el fill no hi tenia accés si no l'encertava amb la fona. Aquesta història l'expliquen Estrabó, Diodor, Florus i Vegeci.

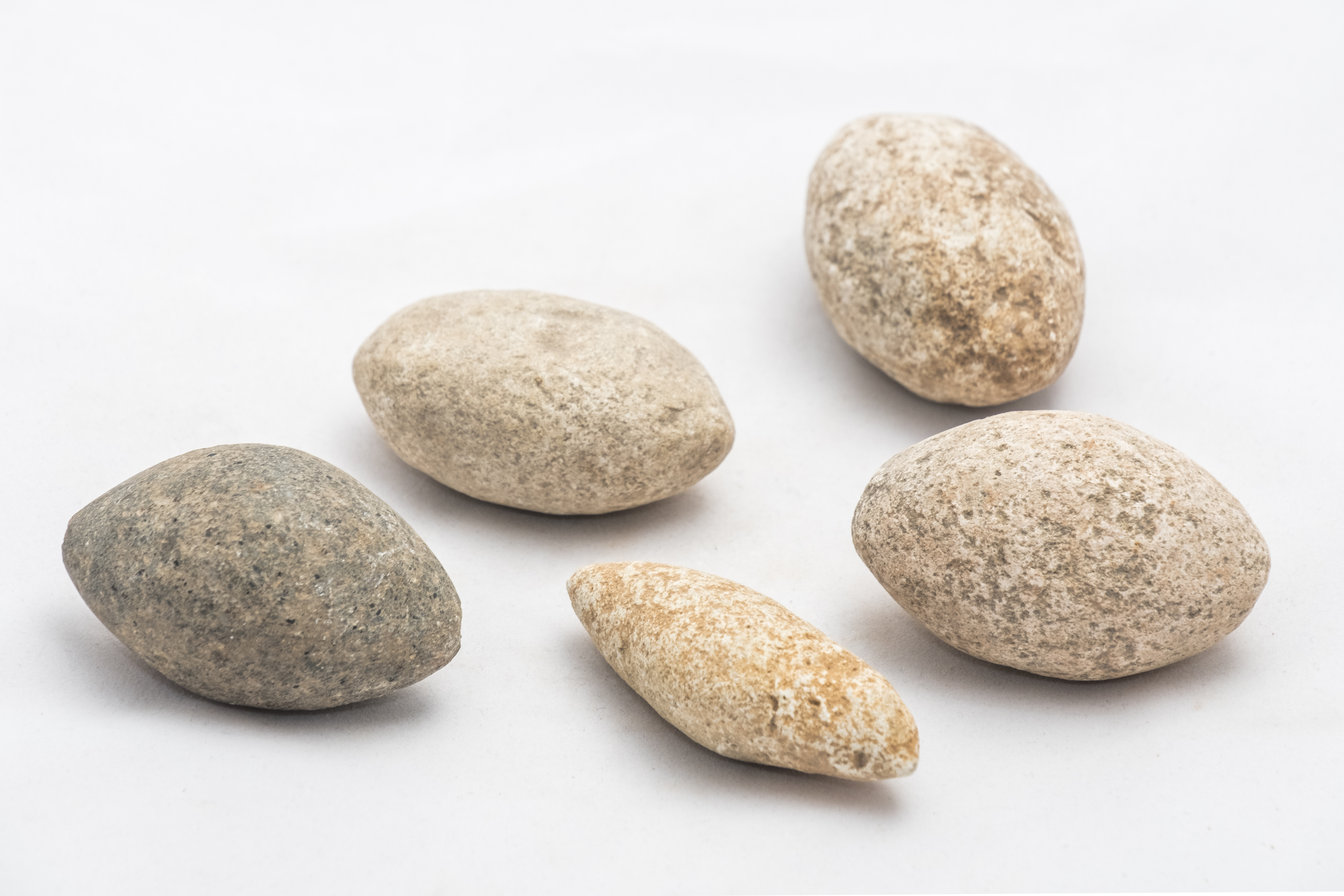
Projectils de fona (Menorca)

La conquesta romana de Mallorca es narrava en el llibre LX de Titus Livi, però s'ha perdut. Les úniques narracions (breus) que es conserven són les de Florus i Estrabó, qui expliquen que els baleàrics varen atacar la flota romana amb pedrades de fona i atemoriren els romans; però Metel va fer cobrir les naus amb pells per protegir-les dels projectils, i així aconseguiren desembarcar i derrotar en el combat cos a cos els foners, que fugiren a les muntanyes i es rendiren.
Diodor explica tota una sèrie de costums dels baleàrics d'allò més curiosos, i que segurament bona part no es correspon amb la realitat, en part perquè l'arqueologia no n'ha trobat proves. Diu que no produïen gens de vi, i que, com que hi era escàs, hi eren molt afeccionats; que donaven molt de valor a les dones, i que pel rescat d'una dona arribaven a oferir tres o quatre homes; que no tenien monedes ni d'or ni de plata, i que en general evitaven la possessió d'aquests materials, adduint que així les seves riqueses no podien ser objecte de desig extern, i que, per tant, els cartaginesos els pagaven els mercenaris amb dones i vi; que vivien en balmes o en penyals excavats; que, en els casaments, tots els homes s'allitaven amb la núvia per orde d'edat, i en darrer lloc el nuvi; i que per enterrar els morts abans els desmembraven, els ficaven dins un recipient i el colgaven de pedres.

## Funció militar
Els foners balears eren situats a l'avantguarda dels exèrcits i actuaven com a forces de xoc. Es trobaven associats sovint amb els arquers cretencs i la seva missió consistia a hostilitzar l'enemic abans d'arribar a l'enfrontament directe entre els dos exèrcits. Armats lleugerament, una vegada finalitzada la seva missió de fustigament, deixaven pas a la infanteria pesant.
Excel·lents defensors i assaltants de fortificacions, els cartaginesos els van emprar sobretot en el camp de batalla. Normalment, eren els primers a intervenir en les batalles, desfent les primeres files enemigues, trencant escuts, elms i qualsevol tipus d'arma defensiva.
El motiu de la seva eficàcia militar residia en el major abast i precisió que la fona tenia sobre l'arc. Quan acabaven els projectils o l'enemic ja era molt a prop, es replegaven al costat dels arquers per cedir el pas al gruix de la infanteria pesada.